# Togiak (Alaska)
Togiak ist ein traditioneller Ort der Yupik in der Dillingham Census Area in Alaska. Nach der Volkszählung 2019 lebten dort 841 Personen. Togiak liegt an der Togiak Bay nahe der Mündung des Togiak River im Togiak National Wildlife Refuge und ist der Ausgangspunkt zum Walrus Island Game Sanctuary.

## Geschichte
1880 lag „Old Togiak“ oder „Togiagamute“ auf der anderen Seite der Bucht und hatte eine Bevölkerung von 276. Heftige winterliche Schneefälle machten das Holzsammeln in Old Togiak schwierig, und so zogen die Leute nach und nach ans andere Ufer, an dem dies leichter war. Nach der verheerenden Grippeepidemie 1918/19 zogen viele Einwohner aus der Yukon-Kuskokwim Region nach Togiak. 1950 wurde in einer alten Kirche eine Schule eingerichtet, 1959 ein Schulgebäude gebaut.

## Verkehr
Togiak erreicht man mit regulären und Charterflügen von Dillingham. Der staatliche Flughafen Flugplatz Togiak (IATA-Code TOG) hat vier Landebahnen von 1341 m, 1286 m, 366 m und 332 m Länge. Kleine Boote, Autos, Quads und Schneemobile sind die gebräuchlichen lokalen Transportmittel.